# Vollstreckungsorgan
Als Vollstreckungsorgan wird ein Organ bezeichnet, das mit der Durchführung einer Zwangsvollstreckung betraut ist. Im Rahmen der zivilrechtlichen Zwangsvollstreckung kommen als Vollstreckungsorgan in Betracht:
- der Gerichtsvollzieher für die Vollstreckung in bewegliche Sachen wegen einer Geldforderung (Fahrnisvollstreckung); er führt auch die Zwangsvollstreckung wegen eines Herausgabeanspruchs sowohl in Bezug auf Fahrnis wie auch auf Liegenschaften durch (Herausgabevollstreckung);
- das Amtsgericht als Vollstreckungsgericht für die Vollstreckung wegen Geldforderungen in Forderungen und andere Vermögensrechte sowie zusammen mit dem Grundbuchamt für die Vollstreckung von Geldforderungen in Liegenschaften;
- das Prozessgericht erster Instanz für die Erzwingung von Handlungen mit Ausnahme der Herausgabeansprüche, Duldungen oder Unterlassungen
- das Grundbuchamt für die Eintragung einer Zwangshypothek und für die Pfändung einer durch eine Buchhypothek gesicherten Forderung

Der Gerichtsvollzieher führt die Versteigerung oder ausnahmsweise den freihändigen Verkauf der gepfändeten beweglichen Sache durch. Er nimmt auch die eidesstattliche Versicherung ab. 
Das Vollstreckungsgericht für bei der Vollstreckung wegen Geldforderungen in Liegenschaften für die Zwangsversteigerung und Zwangsverwaltung von Grundstücken durch. Das Vollstreckungsgericht ist auch als Kontrollorgan über Verfahrensfehler bei der Zwangsvollstreckung im Rahmen der Erinnerung nach § 766 ZPO berufen.
Das Prozessgericht entscheidet über die Vollstreckungsabwehrklage und die Drittwiderspruchsklage. Dem Prozessgericht obliegt die Erteilung der Vollstreckungsklausel (§ 724 Abs. 2 ZPO). Es entscheidet ferner über die Klage auf Erteilung der Vollstreckungsklausel (§ 731 ZPO) und über die Erinnerung gegen die Erteilung einer Vollstreckungsklausel (§ 732 ZPO). Mit Angelegenheiten des Vollstreckungsschutzes bei Zwangsräumung ist das Prozessgericht befasst, weil diese Teil des Erkenntnisverfahrens sind (§ 721 ZPO, § 794a ZPO).
Bei der Verwaltungsvollstreckung (Vollstreckung von Verwaltungsakten) ist die Vollstreckungsbehörde das Vollstreckungsorgan, welche in der Regel mit der Anordnungsbehörde, die den Verwaltungsakt erlassen hat, identisch ist („Selbstvollstreckung“). Für die Vollstreckungsbehörde wird ein Vollziehungsbeamter tätig.